# Aspire Tower
Aspire Tower — хмарочос в Доха, Катар. Висота 36-поверхового будинку становить 300 метрів і він є найвищою спорудою міста. Будівництво було розпочато в 2005 і завершено в 2007 році. Aspire Tower являє собою гіперболоїдну конструкцію зі сталі, формою нагадує смолоскип.
Під час проведення XV Азійських ігор в 2006 році в Катарі на вежі розташовувався Олімпійський вогонь.
У вежі розміщені різноманітні підприємства сфери послуг і розваг, включаючи п'ятизірковий готель, музей спорту і басейн, розташований на висоті 80 метрів.